# Platja d'Aberdil
La Platja d'Aberdil, és una pedregar situat en la parròquia de Ribadesella, en el concejo del mateix nom, Astúries. S'emmarca a les platges de la Costa Verda Asturiana i és considerada paisatge protegit, des del punt de vista mediambiental. Per aquest motiu està integrada, segons informació del Ministeri d'Agricultura, Alimentació i Medi ambient, en el Paisatge Protegit de la Costa Oriental d'Astúries.

## Descripció
La platja d'Aberdil, igual que passa amb les platges de Tereñes, El Portiello i en menor mesura Arra, és realment un pedregar. Presenta forma de petxina situat en una zona verge, amb un jaç mixt de sorra daurada de gra mitjà (que es va veure disminuït gairebé íntegrament a causa d'unes fortes tempestes que es van produir durant els anys 2013-2014); amb un alt grau de perillositat, en part per presentar roques relliscoses, sobretot durant el descens per accedir a aquesta. És una zona idònia per a la pesca recreativa.
El pedregar es troba prop dels penya-segats de l'Inferno. Pràcticament ni apareix en els mapes, la qual cosa fa que sigui molt poc freqüentada.
Aquesta platja no ofereix cap mena de servei.